# Бакурау (фільм)
«Бакура́у» (порт. Bacurau) — бразильсько-французький містично-драматичний фільм 2019 року, поставлений режисерами Жуліано Дорнелем та Клебером Мендонсою Фільо. Світова прем'єра стрічки відбулася 15 травня 2019 року на 72-му Каннському міжнародному кінофестивалі, де вона брала участь в основній конкурсній програмі у змаганні за Золоту пальмову гілку та отримала Приз журі фестивалю.

## Сюжет
За кілька років від сьогодення Бакурау  маленьке село в бразильських сертанах  оплакує втрату матріарха Кармеліти, яка прожила до девяноста чотирьох. За кілька днів мешканці дізнаються, що їхня спільнота зникла з більшості мап.

## У ролях
| • Удо Кір          | … | Майкл |
| • Соня Брага       | … |       |
| • Джонні Марс      | … |       |
| • Крис Дабек       | … |       |
| • Карін Телес      | … |       |
| • Аллі Віллоу      | … |       |
| • Браян Таунс      | … |       |
| • Антоніо Сабойя   | … |       |
| • Барбара Колен    | … |       |
| • Сільверо Перейра | … |       |
| • Вілсон Рабело    | … |       |

## Знімальна група
- Автор сценарію — Жуліано Дорнель, Клебер Мендонса Фільо
- Режисер-постановник — Жуліано Дорнель, Клебер Мендонса Фільо
- Продюсер — Саїд Бен Саїд, Мішель Меркт, Емілі Лекло
- Виконавчий продюсер — Емілі Лекло
- Асоційований продюсер — Катерина Меркт
- Оператор — Педро Сотеро
- Композитор — Матеус Альвес, Томаз Алвеш Соуза
- Монтаж — Едуардо Серрано
- Художник-постановник — Талес Жункейра

## Нагороди та номінації
| Список нагород та номінацій              | Список нагород та номінацій | Список нагород та номінацій | Список нагород та номінацій | Список нагород та номінацій | Список нагород та номінацій |
| Кінофестиваль/Кінопремія                 | Рік                         | Категорія                   | Номінант(и)                 | Результат                   | Дж                          |
| ---------------------------------------- | --------------------------- | --------------------------- | --------------------------- | --------------------------- | --------------------------- |
| 72-й Каннський міжнародний кінофестиваль | 2019                        | Золота пальмова гілка       | Бакурау                     | Номінація                   | [ 2 ]                       |
| 72-й Каннський міжнародний кінофестиваль | 2019                        | Приз журі                   | Бакурау                     | Перемога                    | [ 4 ]                       |